# Фуркинський тунель
46°34′34″ пн. ш. 8°25′42″ сх. д. / 46.576111° пн. ш. 8.428333° сх. д.
Фуркинський тунель (нім. Furka-Scheiteltunnel) — залізничний тунель у південній Швейцарії, завдовжки 1858 м Найвища точка — 2160 м над рівнем моря. Тунель було введено в експлуатацію у 1925 році, і відкрито 3 липня 1926. Пов'язує залізничну станцію Фурка, кантон Урі, зі станцію Мутбах-Бельфéдèре, кантон Вале.
До 1982 року, коли вершинний тунель було замінено на Фуркинський базисний тунель, залізнична лінія, що прямувала вершинним тунелем була частиною Фурка-Оберальп-бан (FO). Проте, ця лінія, разом з вершинним тунелем, була закрита у 1981 році і знову відкрита у 2000 році, на середину 2010-х частина парової зубчастої залізниці Фурка, але історична залізниця працює тільки влітку.

## Ресурси Інтернету
- AlpenTunnel.de: Infos, Fotos und Video